# Brucepattersonius paradisus
Brucepattersonius paradisus is een knaagdier dat voorkomt in de Argentijnse provincie Misiones. Er is slechts één exemplaar bekend, dat werd gevangen bij Arroyo Paraíso in het departement Guaraní, op 197 m hoogte. De soortnaam paradisus "paradijs" is afgeleid van zijn volgens de beschrijvers mooie kleur en de Arroyo Paraíso, waar hij is gevangen.
Deze soort heeft een roodbruine rug en een licht okerkleurige buik. De borst en keel zijn kaneelkleurig. De kop-romplengte is 108 mm, de staartlengte 90 mm. De staart is eenkleurig bruin. De ogen zijn klein. Het aantal schubben op de staart bedraagt 19 per cm. De staart is spaarzaam behaard en eindigt in een kleine borstel van haren van ongeveer 2 mm lengte. De oren zijn rond, donker en klein (minder dan 19 mm). De voortenen zijn 3 mm lang, de achtertenen 5 mm. De achtervoeten zijn lang en smal. Het aantal chromosomen (2n) bedraagt 52.
Andere zoogdieren die op dezelfde plaats als B. guarani werden gevonden zijn de vleermuizen Aribeus lituratus en Myotis levis en de knaagdieren Sooretamys angouya, Delomys dorsalis en een ongeïdentificeerde Akodon-soort. Het enige exemplaar werd gevangen in verstoord regenwoud, op rotsen ongeveer 6 m boven de nabijgelegen rivier.